# Et sted at være
Et sted at være er en dansk dokumentarfilm fra 1960 med instruktion og manuskript af Tørk Haxthausen.

## Handling
Filmen fortæller om fritidsmuligheder, der gives de unge, og om, hvordan de reagerer på dem. Filmen præsenterer de 14-18 årige, som de er mellem jævnaldrende på gaden, på markedspladsen, i kaffebaren og i ungdomsklubben. Ud fra en sympatisk indstilling til vitaliteten og energien i deres livsudfoldelse prøver filmen indirekte at pege på nødvendigheden af at skabe det bedst mulige miljø for de unge og fremhæver ungdomsklubben som en mulighed, der bør udnyttes endnu bedre, end det var tilfældet tidligere.